# Monoaminooxidasa
Les monoaminooxidases (abreviatura: MAO) són enzims que catalitzen l'oxidació de monoamines i la degradació de neurotransmissors -amines (serotonina, noradrenalina, dopamina). Es troben unides a la membrana externa del mitocondri en la majoria dels tipus cel·lulars de l'organisme. L'enzim, el descobrí Mary Bernheim en el fetge i es denomina tiramina oxidasa (T O).

## Localització de la MAO-A i la MAO-B
En humans, hi ha dos tipus de MAO: MAO-A i MAO-B.
- Ambdues es troben tant en neurones com en l'astròcit.
- Fora del sistema nerviós central: 
  - MAO-A: també es troba en el fetge, al tracte gastrointestinal i a la placenta.
  - MAO-B: es troba sobretot en la sang i les plaquetes.

## Funció
La monoaminooxidasa catalitza la desaminació oxidativa de les monoamines. S'empra oxigen per a eliminar un grup amino d'una molècula, i en resulta el corresponent aldehid i amoni. La forma general de la reacció catalitzada (R significa un radical o grup qualsevol) és:
```
H H
R-C-NH₂ + O₂ + H₂O → R-C=O + NH₃ + H₂O₂
H
```

El cofactor FAD s'uneix de manera covalent a la monoaminooxidasa.

## Especificitats de subtipus
La MAO-A és molt important en el catabolisme de monoamines ingerides en l'aliment. Ambdues MAO són vitals per a la inactivació dels neurotransmissors monoaminèrgics, pels quals mostra algunes especificitats:
- La serotonina, norepinefrina (noradrenalina), i epinefrina (adrenalina) són degradades per la MAO-A.
- La feniletilamina és degradada per la MAO-B.
- Ambdues degraden la dopamina.

## Afeccions produïdes per disfuncions de la MAO
A causa del paper clau que les MAO tenen en la inactivació dels neurotransmissors, les disfuncions de la MAO (per excés o defecte d'activitat) semblen responsables d'alguns trastorns neurològics. Per exemple, s'ha associat a nivells inusualment alts o baixos de MAO en l'organisme la depressió, l'abús de substàncies, el trastorn per dèficit d'atenció i una maduresa sexual irregular. Els IMAO (inhibidors de la monoaminooxidasa) són un dels més importants tipus de medicaments prescrits per al tractament de la depressió, tot i ser un tractament d'última línia a causa del risc de la interacció del medicament amb la dieta o altres fàrmacs. Uns nivells excessius de catecolamines, epinefrina, norepinefrina i dopamina poden dur a una crisi hipertensiva i a nivells excessius de serotonina que poden provocar una síndrome serotoninèrgica.
Les recerques en TEP han fet palés que la MAO disminueix fortament amb l'ús de cigarretes de tabac.

## Genètica
Els gens que codifiquen les MAO A i B se situen un al costat de l'altre en el braç curt del cromosoma X i tenen aproximadament un 70% de semblança de seqüència. Les rares mutacions del gen s'han associat a la síndrome de Brunner. Un estudi publicat en Science al 2002 concloïa que els xiquets maltractats amb un polimorfisme de baixa activitat a la regió promotora del gen MAO-A tenien un nombre més gran de probabilitats de desenvolupar trastorns per conducta antisocial que els xiquets maltractats amb la variant d'alta activitat. El mecanisme que s'ha suggerit per explicar aquest efecte és la capacitat disminuïda d'aquells que tenen la variant de baixa activitat per degradar ràpidament la norepinefrina, el neurotransmissor sinàptic implicat en la resposta simpàtica i la ira. Això recolza la idea que la susceptibilitat genètica a les malalties no està determinada per naixement, però varia amb l'exposició a les influències ambientals.
La recerca també descobrí un possible vincle entre la predisposició a la neofília i un genotip del gen MAO-A.
El 2006, un investigador neozelandés, el Dr. Rod Lea, afirmava que una variant particular (o genotip) estava sobrerepresentada en els maoris, un «gen guerrer». Això recolzava els primers estudis que trobaren diferents proporcions de variants entre els distints grups ètnics. N'és el cas de moltes variants genètiques, i les proporcions trobades de la variant de promotor de baixa activitat de la MAO-A és d'un 33% en la població caucasiana-no llatina i d'un 61% en els habitants pacíficoasiàtics.